# Silverton (Oregon)
Silverton is een plaats (city) in de Amerikaanse staat Oregon, en valt bestuurlijk gezien onder Marion County.

## Demografie
Bij de volkstelling in 2000 werd het aantal inwoners vastgesteld op 7414. In 2006 is het aantal inwoners door het United States Census Bureau geschat op 8993, een stijging van 1579 (21,3%).

## Geografie
Volgens het United States Census Bureau beslaat de plaats een oppervlakte van 7,1 km², geheel bestaande uit land. Silverton ligt op ongeveer 62 m boven zeeniveau.

## Plaatsen in de nabije omgeving
De onderstaande figuur toont nabijgelegen plaatsen in een straal van 16 km rond Silverton.

## Geboren
- Donald Pettit (1955), astronaut